# Trebuchet MS
Trebuchet MS – bezszeryfowy krój pisma, zaprojektowany w 1996 roku przez Vincenta Connare dla korporacji Microsoft. Jego nazwa trebuchet oznaczająca w języku angielskim trebusz ma podkreślać jego przebojowość i dynamizm. Był wykorzystywany na paskach tytułu okien w systemie Windows XP.

## Przykłady
- Trebuchet MS
- poniższy akapit zostanie wyświetlony za pomocą kroju Trebuchet MS, w przypadku jego braku, za pomocą Segoe UI Semibold lub Segoe UI Bold, a w razie niemożności, czcionką standardową.

Lorem ipsum dolor sit amet, consectetur adipisicing elit, sed do eiusmod tempor incididunt ut labore et dolore magna aliqua. Ut enim ad minim veniam, quis nostrud exercitation ullamco laboris nisi ut aliquip ex ea commodo consequat. Duis aute irure dolor in reprehenderit in voluptate velit esse cillum dolore eu fugiat nulla pariatur. Excepteur sint occaecat cupidatat non proident, sunt in culpa qui officia deserunt mollit anim id est laborum. Cyfry: 0123456789; polskie znaki diakrytyczne: ąćęłńóśźżĄĆĘŁŃÓŚŹŻ; znaki podobne: l I 1 , O 0 ; przykład transkrypcji IPA: /ɪɡ'zɑːmpəl əv aɪpiː'eɪ tɹɑːn'skɹɪpʃən/. Arabski: العربية (al-ʻarabiyyah); chiński: 这是一些汉字。 (zhè shì yī xiē hàn zì.); cyrylica: Кириллица (kirillitsa); grecki: Ελληνικά (elliniká); khmerski: កខ; litery skandynawskie: ÅÄÆÖØ åäæöø; tajski: ฟหกดึ้.

## Historia
Jak podkreśla twórca, inspiracją dla stworzenia tego kroju były różne kroje m.in. Erbar, Frutiger, Meta, Myriad, kroje napisów na znakach przy amerykańskich autostradach, Gill Sans, Akzidenz Grotesk.

## Cechy charakterystyczne
Do cech charakterystycznych kroju Trebuchet MS należą:
- stosunkowo duża wysokość x,

Cechy charakterystyczne kroju Trebuchet MS

- ukośne linie M tworzące kąt 10° z pionem,
- poprzeczka wielkiego A jest nisko położona,
- krótkie ogonki małego e oraz cyfr 6 i 9,
- zakrzywiony ogonek małego l,
- pionowe elementy znaku $ pojawiają się tylko u góry i u dołu,
- ampersand w postaci ligatury et.